# Save It Til Morning
«Save It Til Morning» es el último sencillo del álbum Double Dutchess de la cantante estadounidense Fergie , lanzado en 2017.
El sencillo fue lanzado el 19 de noviembre de 2017, mientras que el video oficial ya había sido publicado el 22 de septiembre de 2017.

## Video
El video, en referencia a los textos, muestra una relación complicada entre dos personas famosas, y según Fergie habla sobre el final de su relación con Josh Duamel.
Jay Hernández, quien interpreta el papel de la compañera de Fergie,se volvió frío y enfureció a la cantante, coqueteando con otras mujeres, los dos se han peleado, y el video se abre con Fergie encerrada en el baño, mientras Hernández intenta hacerla pensar y salir da el baño. El video luego muestra que Fergie y Hernández van a un espectáculo en Los Ángeles, llamado Fenix, pero los dos en el auto no se ven, y llegaron al alfombra roja , Hernández continúa dejando a Fergie sola. La cantante recuerda los tiempos en que era joven y en el estudio de grabación, lo que la enamoró del hombre interpretado por Hernández en el video. Los dos pelean continuamente por todo, incluso sobre cómo maquillar a Fergie. Una tarde la cantante llama al conductor, y se va. El hombre se despierta en la noche y mira por la ventana, dándose cuenta de que la ha perdido. Mientras tanto, llega el amanecer. Esto está en línea con el título del texto, "Save It Til Morning", que significa "Guárdalo hasta la mañana". El hombre que discute con Fergie por la noche, en cambio, la hace irse por la noche, cuando llega la mañana, es demasiado tarde para salvar su relación.

## Actuaciones en vivo
Fergie se presentó por primera vez con "Save It Til Morning" en X Factor UK el día del lanzamiento del sencillo.